# بگلی (مینه‌سوتا)
بگلی، مینه‌سوتا (به انگلیسی: Bagley, Minnesota) یک شهر در ایالات متحده آمریکا است که در مینه‌سوتا واقع شده‌است.

## خصوصیات
بگلی ۵٫۲۱ کیلومترمربع مساحت و ۱٬۳۹۲ نفر جمعیت دارد و ۴۴۲ متر بالاتر از سطح دریا واقع شده‌است.